# Élections générales espagnoles d'avril 2019 dans la communauté de Madrid
Les élections générales espagnoles d'avril 2019 (en espagnol : Elecciones generales de España de abril de 2019) se sont tenues le dimanche 28 avril 2019 afin d'élire les 350 députés et 208 des 266 sénateurs de la XIIIe législature des Cortes Generales. 37 députés sont élus dans la communauté de Madrid (un député de plus que lors du dernier scrutin).

## Résultats
| Parti                  | Parti                                                   | Voix      | %     | +/-   | Sièges | +/-           |  |
| ---------------------- | ------------------------------------------------------- | --------- | ----- | ----- | ------ | ------------- |  |
|                        | Parti socialiste ouvrier espagnol (PSOE)                | 1 031 534 | 27,27 | 7,70  | 11     | 4             |  |
|                        | Ciudadanos (Cs)                                         | 792 203   | 20,95 | 3,16  | 8      | 2             |  |
|                        | Parti populaire (PP)                                    | 705 119   | 18,64 | 19,61 | 7      | 8             |  |
|                        | Unidas Podemos (UP)                                     | 613 911   | 16,23 | 5,06  | 6      | 2             |  |
|                        | Vox                                                     | 524 176   | 13,86 | 13,38 | 5      | 5             |  |
|                        | Parti animaliste contre la maltraitance animale (PACMA) | 50 909    | 1,35  | 0,22  | 0      | en stagnation |  |
|                        | Actúa                                                   | 19 208    | 0,51  | Nv.   | 0      | en stagnation |  |
|                        | Liste commune RC-GV-PCAS-TC                             | 7 512     | 0,20  | 0,01  | 0      | en stagnation |  |
|                        | Pour un monde + juste (PUM+J)                           | 5 221     | 0,14  | Abs.  | 0      | en stagnation |  |
|                        | Autres partis                                           | 7 823     | 0,20  | -     | 0      | -             |  |
|                        | Vote blanc                                              | 24 631    | 0,65  | 0,13  |        |               |  |
|                        |                                                         |           |       |       |        |               |  |
| Suffrages exprimés     | Suffrages exprimés                                      | 3 782 247 | 99,16 |       |        |               |  |
| Votes nuls             | Votes nuls                                              | 32 112    | 0,84  |       |        |               |  |
| Total                  | Total                                                   | 3 814 359 | 100   | -     | 37     | 1             |  |
| Abstention             | Abstention                                              | 1 240 596 | 24,54 |       |        |               |  |
| Inscrits/Participation | Inscrits/Participation                                  | 5 054 955 | 75,46 |       |        |               |  |